# Люперса
Люперса́ (фр. Lupersat, окс. Luperçac) — коммуна во Франции, находится в регионе Лимузен. Департамент коммуны — Крёз. Входит в состав кантона Бельгард-ан-Марш. Округ коммуны — Обюссон.
Код INSEE коммуны — 23113.

## Население
Население коммуны на 2010 год составляло 331 человек.
| 1962 | 1968 | 1975 | 1982 | 1990 | 1999 | 2010 |
| ---- | ---- | ---- | ---- | ---- | ---- | ---- |
| 569  | 505  | 413  | 401  | 375  | 354  | 331  |

## Экономика
В 2010 году среди 196 человек трудоспособного возраста (15—64 лет) 138 были экономически активными, 58 — неактивными (показатель активности — 70,4 %, в 1999 году было 64,0 %). Из 138 активных жителей работали 122 человека (72 мужчины и 50 женщин), безработных было 16 (6 мужчин и 10 женщин). Среди 58 неактивных 11 человек были учениками или студентами, 30 — пенсионерами, 17 были неактивными по другим причинам.